# Betsey Johnson
 (mars 2012).
Si vous disposez d'ouvrages ou d'articles de référence ou si vous connaissez des sites web de qualité traitant du thème abordé ici, merci de compléter l'article en donnant les références utiles à sa vérifiabilité et en les liant à la section « Notes et références ».
Betsey Johnson, née le 10 août 1942 à Wethersfield dans le Connecticut, est une créatrice de mode américaine connue pour ses créations féminines et fantasque. Beaucoup de ses créations sont considérées comme « dépassant les bornes ». Elle est également connue pour faire la roue à la fin de ses défilés de mode.

## Jeunesse
Elle a pris beaucoup de cours de danse étant enfant et l'adolescent lui a inspiré son amour des costumes. Après le lycée, Johnson a étudié à l'Institut Pratt et puis plus tard diplômé Phi Beta Kappa de l'Université de Syracuse où elle a été membre de la sororité Alpha Xi Delta. Après l'obtention de son diplôme, elle a passé un été en tant que stagiaire du magazine Mademoiselle.

## Créatrice de mode
La carrière de Betsey Johnson a commencé lorsqu'elle remporte le concours de rédacteur en chef du magazine Mademoiselle. Pendant un an, elle a été le concepteur des boutiques à Manhattan nommées Paraphernalia. Betsey Johnson est devenue une pièce maîtresse à la fois du mouvement à la mode le Youthquake et du mouvement d'Andy Warhol avec le groupe The Velvet Underground et ces membres Edie Sedgwick et Lou Reed ; Sedgwick devient alors son mannequin fétiche.
En 1969, elle a ouvert une boutique appelée Betsey Bunky Nini dans l'Upper East Side à New York. Edie Sedgwick portait sur son dernier film, Ciao! Manhattan, les vêtements conçus par la Maison Johnson Sedgwick.
Dans les années 1970, Johnson a pris le contrôle de la marque de mode Alley Cat qui était populaire chez les musiciens rock 'n' roll. Sa première collection pour Alley Cat aurait rapporté dans l'ensemble cinq millions de dollars. En 1972, elle a remporté le Prix Coty.
En 1978, Johnson a lancé sa propre ligne de mode. Bien que sa première collection ait été un succès, sa seconde fut un échec, laissant 3 000 pièces de vêtements de printemps non vendues. Les fonds sont insuffisants pour mettre en place un défilé de mode pour tenter de vendre les invendus. En réponse, Betsey Johnson a ouvert un magasin de détail à SoHo. Aujourd'hui, elle compte plus de 65 magasins à travers le monde.
En 2002, Betsey Johnson a été intronisé pour la Fashion Walk of Fame[précision nécessaire].
En 2003, elle a élargi sa ligne en incluant des sacs à main, des accessoires, des chapeaux et foulards.
Le National Arts Club a décerné à Johnson en 2009 la médaille d'honneur pour l'ensemble de ses réalisations dans la mode.
Le 12 septembre 2012, Betsey Johnson a célébré les 40 ans de sa marque avec un défilé de mode rétrospectif avec la participation de Cyndi Lauper.

## Vie personnelle
En 1968, elle a épousé John Cale, mais a divorcé moins d'un an plus tard. Elle a une fille en 1975 née immédiatement après la création d'une collection de vêtements pour enfants. Betsey Johnson a aussi une petite-fille née en mars 2006.
En 2002, Johnson a été diagnostiquée avec le cancer du sein ; elle a finalement subi une tumorectomie.